# Sigfrid Borgström
Andreas Sigfrid Borgström, född 1893 i Svärdsjö, Dalarna och död 24 augusti 1939 i Stockholm, var en svensk nykterhetsman och chefredaktör för IOGT:s tidskrift Reformatorn 1925–1939.
Sigfrid Borgström var son till Erik Borgström och Anna Ersdotter. Han var gift med läraren Vanda Wastenson (1893–1957). De är begravda på Norra begravningsplatsen utanför Stockholm.

## Filmografi

### Regi
- 1931 - Ljus över landet!

### Filmmanus
- 1937 - Röda triangeln (kortfilm)